# Matthäus Stach

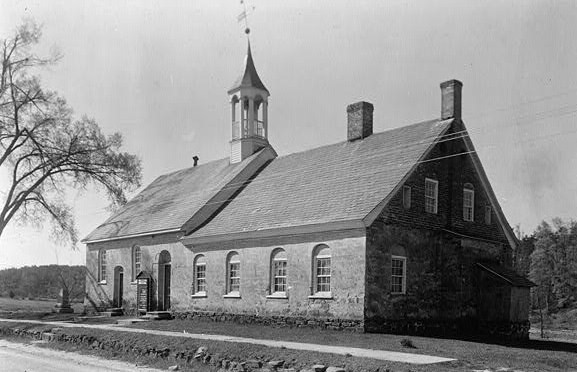
Moravský kostelík v Bethabaře

Matthäus Stach (někdy také Matouš Stach, 4. března 1711, Mankovice – 21. prosince 1787, Bethabara) byl exulant a misionář Moravských bratří. Zprvu působil v Grónsku, později pracoval jako kazatel a presbyter v Bethabaře v Severní Karolíně.

## Životopis
Matthäus Stach se narodil v Mankovicích ve Slezsku. Učil se doma, protože evangelicky smýšlející rodiče odmítali své děti posílat do katolických škol. V roce 1728 za dramatických okolností z Moravy uprchnul do Herrnhutu (Ochranova) v Sasku. Odtud byl v roce 1733 spolu s Kristiánem Davidem a svým bratrancem Kristiánem Stachem vyslán Mikulášem Ludvíkem Zinzendorfem na misii do Grónska. V Grónsku již 12 let působil dánský misionář Hans Egede, ten ale s moravskými bratry odmítl spolupracovat a Grónsko brzy opustil. Za velmi těžkých podmínek tito exulanti založili grónskou osadu Nový Herrnhut (dnešní Nuuk), po něm pak spoluzakládali další misijní stanici – Lichtenfels.
V roce 1741 byl Matouš Stach načas odvolán do Evropy, kde byl ordinován na kazatele a oženil se. Do Grónska se vrátil za dva roky i s manželkou, kterou se stala jeho sestřenice Rosina. (Na misii v té době působily dvě ženy jménem Rosina Stach).
Manželé Matthäus a Rosina Stachovi opustili grónskou misii a v roce 1771 se vrátili do Německa. Následujícího roku byli vysláni do moravské osady Bethabara v Severní Karolíně. Po zbytek svého života vedli místní moravskou chlapeckou školu. Zde také dne 21. prosince 1787 Matouš Stach zemřel.